# Gare de Dompierre
Gare de Dompierre vasútállomás Franciaországban, Dompierre-sur-Helpe településen.

## Vasútvonalak
Az állomást az alábbi vasútvonalak érintik:
- Fives-Hirson-vasútvonal

## Kapcsolódó állomások
A vasútállomáshoz az alábbi állomások vannak a legközelebb:
- Gare de Leval
- Gare de Saint-Hilaire